# Linux Foundation
De Linux Foundation is een non-profit consortium dat als doel heeft om de groei van Linux te ondersteunen en te bevorderen. De Linux Foundation bevordert de samenwerking tussen ontwikkelaars uit de industrie, de wetenschap en freelance ontwikkelaars om onder andere gestandaardiseerde open source software- en hardwareoplossingen te creëren die door iedereen zonder beperkingen kunnen gebruikt worden. 

## Geschiedenis
In 2000 werd Open Source Development Labs (OSDL) opgericht om de open source besturingssysteemkernel Linux te standaardiseren en te promoten. De Linux Foundation kwam in januari 2007 tot stand door de samensmelting van OSDL en de Free Standards Group (FSG).
De stichting is sindsdien geëvolueerd om open source projecten te promoten die verder gaan dan het Linux OS en onderwerpen bestrijken zoals cloud, netwerken, blockchain en hardware. De stichting organiseert ook jaarlijkse educatieve evenementen binnen de Linux-gemeenschap, waaronder de Linux Kernel Developers Summit en de Open Source Summit.

## Leden en financiering
De Linux Foundation telt ruim 1200 leden uit de hardware-, software-, netwerk- en telecommunicatiewereld. Deze leden zijn verdeeld in Platinum-, Gold- en Silver-leden op basis van hun jaarlijkse contributie. In 2024 betreft dit de volgende bedrijven en onderzoeksinstellingen:
- 13 Platinum-leden: Ericsson, Fujitsu, Hitachi, Huawei, Intel, Meta, Microsoft, NEC, Oracle, Qualcomm, Red Hat, Samsung, Tencent
- 11 Gold-leden: Accenture, Baidu, Cisco, Dell Technologies, Google, Honda, Panasonic, Renesas, Sony, Toshiba, Toyota
- Ongeveer 1275 Silver-leden

De financiering komt voornamelijk van de Platinum-leden, die US$ 500.000 per jaar betalen. De Gold-leden betalen jaarlijks US$ 100.000 en de Silver-leden dragen tussen de US$ 5.000 en US$ 20.000 bij, afhankelijk van het aantal werknemers.
In 2023 bedroegen de inkomsten van de stichting bijna US$ 263 miljoen, waarvan zo'n 45% uit ledenbijdragen. De rest is afkomstig van projectondersteuning, sponsoring van Linux Foundation evenementen en inkomsten uit opleidings- en certificatie-initiatieven.